# Шам, Николай Алексеевич
Николай Алексеевич Шам (род. 1940, посёлок Губаха Кизеловского района Пермской области, СССР) — деятель органов государственной безопасности, заместитель руководителя КГБ СССР и МСБ СССР, генерал-майор (1989).

## Биография
В 1963 году окончил Тульский механический институт и работал на Орском механическом заводе мастером, начальником технического бюро, заместителем начальника цеха, заместителем начальника отдела.
В органах госбезопасности с 1966 года. Учился на Высших курсах КГБ в Минске, после их окончания в 1967 году — оперуполномоченный отдела КГБ в Орске. Член КПСС с того же года. С 1969 года в Управлении КГБ по Оренбургской области как оперуполномоченный, затем заместитель начальника отделения 2-го отдела. В 1974 году переведён в центральный аппарат КГБ, где работал по линии экономической контрразведки как старший оперуполномоченный, заместитель начальника и начальник отделения 10-го отдела (контрразведка в атомной промышленности) 2-го Главного управления КГБ СССР. С 1980 года начальник отделения 1-го отдела Управления «П» 2-го Главного управления КГБ СССР. Затем с 1982 по 1983 годы заместитель начальника 1-го отдела 6-го Управления КГБ СССР, затем начальник этого отдела с сентября 1983 года по июль 1986 года. Потом заместитель начальника 6-го Управления КГБ СССР Ф. А. Щербака по март 1989 года, и 1-й заместитель начальника этого же Управления по сентябрь 1991 года.
С 11 сентября до 22 октября 1991 года являлся заместителем председателя КГБ СССР, с 13 декабря 1991 года по январь 1992 года заместитель руководителя Межреспубликанской службы безопасности СССР Вадима Бакатина.
В 1992 году вышел в отставку по состоянию здоровья. В дальнейшем занимался частным бизнесом, один из организаторов компании ЦИНТ (Центр исследований наукоёмких технологий), с 1999 года возглавлял корпорацию «Гринмастер», производившую бытовую технику и различные приборы с использованием технологий оборонной промышленности, затем генеральный директор ЗАО «Первая лизинговая компания».

### Звания
- генерал-майор (16 августа 1989 года).

### Награды
- орден Трудового Красного Знамени;
- почётный сотрудник госбезопасности.